# Paurocoma coniopa
Paurocoma coniopa là một loài bướm đêm trong họ Geometridae.